# Druivenfeesten
De Druivenfeesten in Overijse zijn druiven-oogstfeesten. Deze oogstfeesten vinden sinds 1952 jaarlijks plaats in de Vlaams-Brabantse gemeente Overijse, gelegen in de Druivenstreek.
De feesten zijn een ode aan de Vlaams-Brabantse tafeldruif. Vaste ingrediënten zijn de druivententoonstelling, een folkloristische stoet, het openluchtspel, de verkiezing van een druivenkoningin, optredens en sportieve en culturele activiteiten.
De verkiezing van de eerste druivenkoningin vond plaats in 1958 te Overijse, terwijl de laatste verkiezing er in 2015 plaatsvond. Zij werd opgevolgd door een druivenambassadrice of -ambassadeur, zodat ook heren een kans kregen voor deze positie.